# 一宮村 (島根県)
一宮村（いちのみやむら）は、島根県飯石郡にあった村。現在の雲南市三刀屋町給下・三刀屋町伊萱・三刀屋町古城・三刀屋町高窪、出雲市西谷町にあたる。

## 地理
- 河川：斐伊川[1]、三刀屋川[1]、給下川[1]

## 歴史
- 1889年（明治22年）4月1日、町村制の施行により、飯石郡給下村、伊萱村、古城村、高窪村が合併して村制施行し、一宮村が発足[2][3]。
- 1907年（明治40年）一宮信用組合設立[2]。
- 1941年（昭和16年）11月3日、一宮村を二分割し大字高窪字西谷を簸川郡上津村に、その他の区域を飯石郡三刀屋町に編入して廃止された[2][3]。

### 地名の由来
村内の一宮大明神（三屋神社）による。

## 産業
- 農業[2]